# Montanhas Huangshan
As Montanhas Huangshan (chinês simplificado: 黄山 , significando Montanha Amarela) são uma cordilheira no sul da província de Anhui, na República Popular da China. A área é famosa pela sua beleza, que está nas formas peculiares dos seus picos de granito, nos Pinheiros de Huangshan, e nas nuvens que rodeiam os picos. A região tem também fontes de águas termais e piscinas naturais. As montanhas Huangshan são um motivo tradicional na pintura e da literatura chinesa. Foram declaradas pela UNESCO como Património Mundial da Humanidade em 1990, e são um dos mais populares destinos turísticos na República Popular da China.
Desde a dinastia Qin, Huangshan foi conhecida como Yishan. Obteve o nome atual em 747, quando o poeta Li Bai lhe chamou assim nos seus escritos.

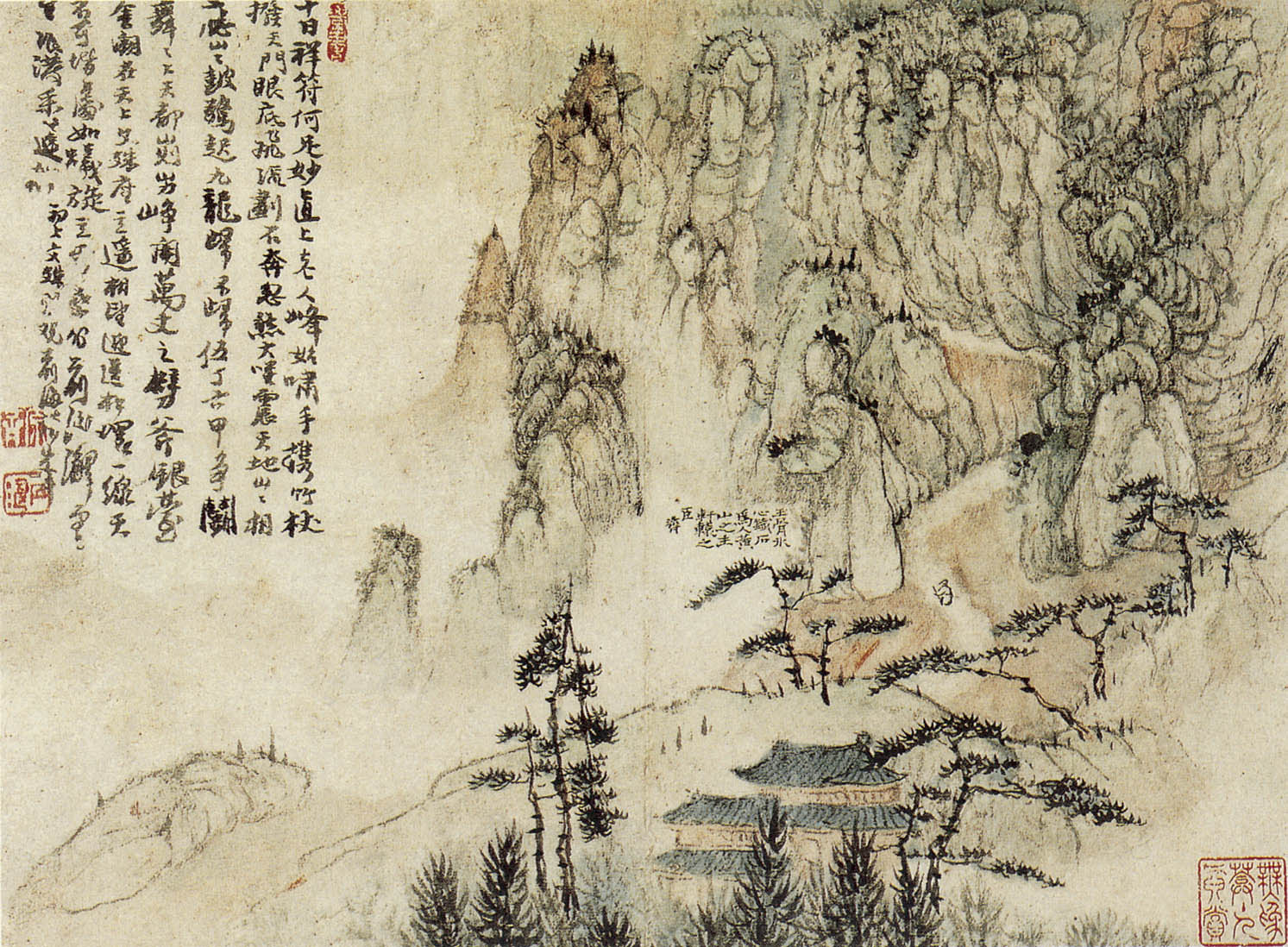
Pintura do Monte Huangshan

A cordilheira de Huangshan tem vários picos, 77 dos quais excedem os 1000 metros de altitude. O pico mais alto é o Pico do Lótus (1864 m).
As montanhas foram formadas no Mesozoico, há cerca de 100 milhões de anos. No Quaternário a montanha sofreu a influência dos glaciares.
As fontes de águas termais localizam-se na base do Pico da Nuvem Roxa. A água mantém a temperatura de 45 °C todo o ano. A maior parte das piscinas naturais localizam-se na área de Songgu. Alguns corpos de água particularmente conhecidos são a Piscina do Velho Dragão, a Piscina do Dragão Verde, a Piscina do Dragão Preto, a  Piscina do Dragão Branco e a Lagoa do Jade.